# Myrcenol
Myrcenol is een organische verbinding uit de groep van de acyclische terpeen-alcoholen. Het is een kleurloze tot bleekgele vloeistof met een frisse citrus- en bloemengeur.

## Synthese
Myrcenol wordt hoofdzakelijk geproduceerd uitgaande van myrceen, dat voorkomt in terpentijn en andere etherische oliën. Myrceen wordt hierbij behandeld met een verdund zuur en water.

## Toepassingen
Als geurstof is myrcenol geschikt voor gebruik in onder meer zeep, wasverzachter, deodorantsticks of shampoo. Myrcenol komt zelf ook voor in de natuur (bijvoorbeeld in de hopplant en fungeert als feromoon voor
de kevers Ips schmutzenhoferi en Ips duplicatus.
Met myrcenol kunnen andere geurstoffen bereid worden zoals dihydromyrcenol en tetrahydromyrcenol (door hydrogenering).